# Juraj Dovičovič
Juraj Dovičovič (Nitra, 27 maggio 1980) è un ex calciatore slovacco, di ruolo centrocampista.

## Carriera

### Nazionale
Conta 2 presenze con la propria Nazionale.